# Fos (Hérault)
Fos é uma comuna francesa na região administrativa de Occitânia, no departamento de Hérault. Estende-se por uma área de 6,58 km². Em 2010 a comuna tinha 116 habitantes (densidade: 17,6 hab./km²).